# Guillaume de Machaut
Œuvres principales
Messe de Notre Dame
Guillaume de Machaut, né probablement à Machault, dans les Ardennes, non loin de Reims, vers 1300 et mort à Reims en 1377, est un compositeur et écrivain français du XIVe siècle. Il a mené une vie dans le monde laïc, au service de mécènes et en liens étroits avec la Couronne de France. Il a aussi mené une vie ecclésiastique en tant que chanoine de Reims. Clerc lettré et maître des arts, il a marqué pendant au moins un siècle la production artistique européenne.

## Éléments biographiques

### Vie dans le monde laïc
Les éléments  sur le lieu de naissance de Guillaume de Machaut sont lacunaires, la tradition biographique donne la localité de Machault, qui faisait partie à l'époque du diocèse de Reims, comme lieu de naissance du poète-musicien. Mais si, comme cela est attesté par des pierres tombales, une famille de Machault y vivait effectivement vers 1340, d'autres  Machaut (ou Machau, Machaud, selon les manuscrits), étaient localisés à Attigny, à Reims et à Chalons dès le XIIIe siècle
Aussi incertaine que le lieu, son année de naissance est située entre 1300 et 1302. Il est issu d'une famille roturière. On ne sait rien sur ses vingt premières années sinon qu'il reçut les ordres mineurs étant jeune.
En 1324, il composa la première œuvre que l'on connaît de lui, le motet Bone Pastor Guillerme dédié au nouvel archevêque de Reims Guillaume de Trie.
Il fut employé comme secrétaire de 1323 à 1346 par Jean Ier de Bohême, avec lequel il acquit l'amour de la fauconnerie, de la chevalerie et des aventures. Il accompagna Jean Ier dans ses divers voyages (principalement des expéditions militaires) à travers l'Europe (en particulier à Prague), et participe aux campagnes de Silésie, de Pologne (1327), de Lituanie (1329) et d'Italie (1330). Ces divers voyages sont racontés dans ses œuvres Le Confort d'Ami et La Prise d'Alexandrie. Machaut parle de Jean de Bohême comme d'un roi idéal : courageux et généreux. Grâce à son protecteur, il obtint successivement des prébendes canoniales à Verdun en 1330, à Arras en 1332, à Reims en 1333 et à Saint-Quentin.
En 1346, Jean Ier fut tué à la bataille de Crécy, et Guillaume de Machaut entra au service de divers seigneurs, parmi lesquels la fille de son ancien maître, Bonne de Luxembourg (pour laquelle il écrivit le Remède de Fortune et un motet) en 1347, puis Charles II de Navarre, aussi appelé Charles le Mauvais (pour lequel il écrivit le Confort d'Ami), de 1349 à 1357. Il est ensuite au service des fils de Bonne  Jean de Berry à partir de 1357, Philippe le Hardi et Charles, duc de Normandie, qui allait devenir le roi Charles V en 1364. Par ce biais, il se mit sous la protection des princes et se revendiqua à la fois poète de la Cour et poète individu. Vers la fin de sa vie, il servit Pierre de Lusignan (auquel il dédia la Prise d'Alexandrie) et Amédée de Savoie (pour lequel il écrivit le dit de la Harpe).

### Vie ecclésiastique
Machaut s'installa ensuite en tant que chanoine au sein du chapitre de la cathédrale de Reims, après avoir renoncé à ses autres postes canoniaux à la demande du pape Benoît XII. La date de son installation est floue. Nous savons qu'il reçut son canonicat en expectative en 1333, puis une confirmation en 1335 lors de l'arrivée du nouveau Pape Benoît XII. Il fit une réception de ce poste par procuration en 1338, et si certaines hypothèses prétendent une installation à Reims en 1340, une étude récente indique que la présence de Machaut en tant que chanoine n'est régulière qu'à partir de 1359. En effet, après la réception de sa prébende, il continuait ses déplacements et maintenait ses liens avec les princes, ce qui lui permettait de ne pas perdre le contact avec le monde profane. C'est d'ailleurs à cette dernière date qu'il participe à la défense de la ville assiégée par les Anglais d'Édouard III.
Cette vie de chanoine sera le point de départ de la période la plus féconde pour son œuvre poétique et musicale. Il posséda une maison à Reims au 4 de l'actuelle rue d'Anjou. Il s'y retira à la fin de sa vie. Il mourut en 1377 et repose avec son frère Jean en la cathédrale de Reims.
Guillaume de Machaut survécut à la Peste noire qui dévasta l'Europe, et vécut ses dernières années à Reims, recopiant ses manuscrits et composant. Son poème Le Veoir Dit  (vers 1364) est autobiographique selon certains auteurs. Il relate une histoire d'amour tardive pour une jeune femme de 19 ans, supposée être Péronne d'Armentières, bien que cela soit contesté par d'autres.

## Œuvres
Dans son œuvre il allie les lumières d'un clerc et la vaillance chevaleresque, il est proche de son contemporain Jean III de Craon. Comme toutes les autres productions pour l'église, ses œuvres liturgiques sont destinées à faire entendre la parole divine au cours d'un office et chantent la gloire de Dieu. Sa production religieuse part ainsi des motifs de plain-chant (ou chant grégorien), dont elle s'éloigne en les ornant et en les développant. Il perpétua alors, en les bouleversant, les traditions médiévales des polyphonistes de l'École de Notre-Dame de Paris et celles de l’Ars antiqua du XIIIe siècle (l'« art ancien » aux yeux des créateurs du XIVe siècle) : ces anciens auteurs avaient fait naître dès la fin du XIIe siècle un langage et des formes musicales que Machaut et ses contemporains contribueront grandement à faire évoluer. Les auteurs du XIVe siècle développèrent ainsi l’Ars nova (l'« art nouveau »), expression par laquelle eux-mêmes caractérisaient fièrement leur art, aussi bien dans le domaine religieux que profane. Machaut est certainement le plus important représentant de cette école. Dans son œuvre profane, il se sert d'allégories et de la nature. Nous les retrouvons à travers les figures d'Amour et ses enfants, le Doux-penser, Plaisance et Espérance pour inspirer le poète à travers le Sens (raison), la Rhétorique (l'art du discours, envisagé sous sa forme poétique) et la Musique, alors indissociable de la parole et du discours poétique.
Tel celui du légendaire Orphée, son « chant » mêle poésie et musique pour exprimer des idées et des sentiments, et s'inscrit ainsi dans la tradition poétique et musicale venue de l'Antiquité, lignée initiée, pour nous, par Homère. Mais il est un héritier encore plus direct des trouvères médiévaux des XIIe et XIIIe siècles (évidemment bien plus proches de lui), à cette différence près que son œuvre n'est plus monodique mais polyphonique.
C'est ainsi qu'il maîtrise les formes lyriques fixes comme le lai, la ballade, le rondeau, le chant royal et donne une impulsion décisive au virelai, forme née à la fin du XIIIe siècle. De manière tout aussi essentielle, il renouvelle l'art des grands polyphonistes d'église, dont il a contribué à faire évoluer les techniques ou les formes musicales, en les complexifiant et en y acclimatant de nombreuses innovations.
Quand il mourut en 1377, le poète Eustache Deschamps écrivit une complainte à la gloire du « maître de toute mélodie », qui fut mise en musique par François Andrieu.

### L'œuvre poétique et le chant

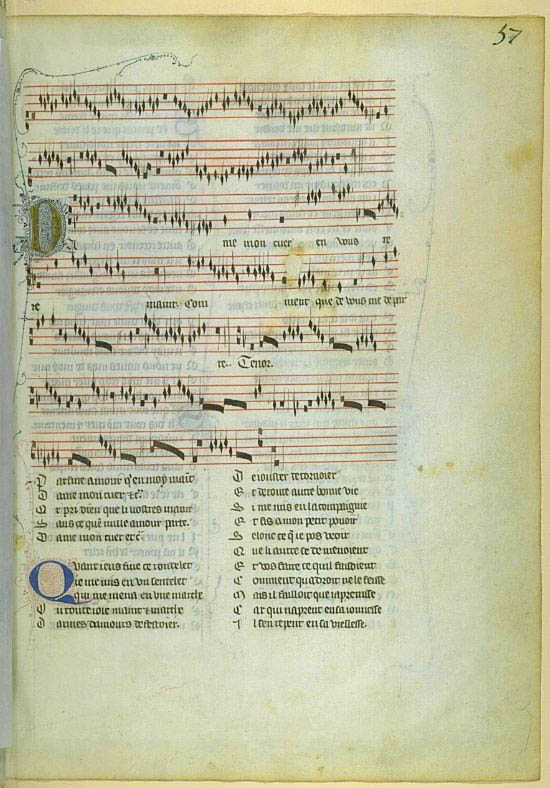
Page manuscrite de Dame, mon cuer en vous remaint, rondeau à trois voix de Guillaume de Machaut.

L'œuvre lyrique de Guillaume de Machaut comprend près de 400 poèmes, dont 248 ballades, 76 rondeaux, 39 virelais, 80 lais, 10 complaintes et 7 chants royaux : avec une telle production, Machaut a eu une grande importance dans la codification et le perfectionnement de ces formes fixes. Une grande partie de sa production lyrique est insérée dans ses poèmes narratifs, ou dits, tels que Le Remède de Fortune et Le Voir Dit.
Nombre de ces poèmes n'ont pas été mis en musique. Dans plusieurs de ses manuscrits la musique n'a pas été recopiée. L'écriture du poème précédait toujours la composition de la musique. En effet, la musique occidentale était née à l'église, du chant grégorien puis de la polyphonie, qui s'était initialement développée autour de cet axe (la voix appelée teneur grégorienne, celle qui « tient » le chant). Cet art du « verbe » chanté avait eu d'abord pour objectif (chose fondamentale) de mettre en forme et donc de faire entendre ce que le christianisme considère comme la parole divine. Au XIVe siècle, la musique purement instrumentale, qui bien sûr existait, était encore loin d'avoir pris son autonomie. Longtemps, jusque dans la musique baroque, c'est la parole qui prima, aussi bien dans les œuvres profanes que religieuses : la musique, vocale ou instrumentale, continua à développer ce qu'on peut appeler un discours, un art rhétorique procédant de la voix.
Les motets en latin de Machaut étaient tout naturellement destinés à l'église (cérémonies et offices religieux). Comme d'autres auteurs de son temps, il composa également des motets profanes, aussi bien que des motets sur texte double (latin et français), ce qui peut aujourd'hui sembler être une bizarrerie mais qui se développa jusqu'au XVe siècle et même XVIe siècle.
Dans le domaine profane, hormis quelques poèmes évoquant les misères de la guerre de 100 ans et de la captivité (comme La complainte à Henri), dans un siècle plein de détresse et d'épidémies, l'essentiel de la poésie lyrique de Machaut a pour sujet l'amour courtois. Elle exprime la soumission à une dame, ainsi que les joies et les peines du poète.
En termes techniques, Machaut était un maître des schémas rythmiques élaborés. Il est en cela un précurseur des « Grands rhétoriqueurs » du XVe siècle. Du point de vue musical, il maîtrise également les modes rythmiques complexes.
Pour F. Autrand, Guillaume de Machaut poète a porté à ses sommets le style dit « courtois international ». Son œuvre narrative est dominée par le dit, un poème qui, comme son nom l'indique, n'était pas destiné à être chanté. Ces poèmes narratifs à la première personne (tous sauf un sont écrits en couplets d’octosyllabes à rimes plates, comme le roman de la même époque) suivent en général les conventions du Roman de la Rose, comme le recours au rêve, à des personnages allégoriques, et la situation du narrateur : amant cherchant à revenir vers sa dame ou à la satisfaire. Machaut est également l'auteur d'une chronique poétique d'exploits guerriers (la Prise d'Alexandrie) et de poèmes de consolation et de philosophie morale.
À la fin de sa vie, Machaut rédigea un traité poétique sur son métier (son Prologue) qui donne a posteriori une unité à l'ensemble de son œuvre lyrique.
La poésie de Machaut a directement influencé de nombreux écrivains, comme Eustache Deschamps, Jean Froissart, Christine de Pizan, René Ier de Naples et Geoffrey Chaucer. Il agit comme un intermédiaire entre son siècle et le siècle suivant par sa modernité et par son souci de précision technique.

### Principales œuvres narratives de Guillaume de Machaut
- Jugement dou Roy de Behaingne (Jugement du Roi de Bohême, fin des années 1330) - Le narrateur entend une conversation entre une dame (dont l'amant est mort) et un chevalier (trahi par sa dame) ; afin de déterminer lequel des deux est le plus malheureux, le narrateur va demander l'avis du roi de Bohême, qui consulte des allégories, et le chevalier malheureux est déclaré vainqueur (2079 vers).
- Le Remède de Fortune (vers 1341) - Le narrateur se voit demander par sa dame si le poème qu'elle a trouvé est de lui ; il la fuit et arrive dans un jardin où Espérance le console et lui apprend comment être un bon amant ; il revient alors auprès de sa dame (environ 4300 vers ; sont insérés 8 poèmes lyriques, dont 7 mis en musique).
- Dit dou Lyon (Dit du Lion, achevé le 3 avril 1342) - Le narrateur arrive sur une île magique où un lion le guide vers une belle dame ; un vieux chevalier s'approche du narrateur et lui révèle la signification de ce qu'il voit, puis lui donne des conseils pour être un meilleur amant.
- Dit de l'Alérion, ou Dit des Quatre Oiseaux (avant 1349) - Un conte symbolique d'amour : le narrateur élève quatre oiseaux différents, mais chacun d'entre eux s'enfuit ; un jour, le premier oiseau, son favori, revient auprès de lui.
- Jugement dou Roy de Navarre (vers 1349) - Suite du Jugement dou Roy de Behaingne : une dame reproche au narrateur d'avoir accordé le prix au chevalier ; le roi de Navarre est consulté et condamne le poète (4212 vers). Au début de son ouvrage Le Bouc émissaire, René Girard commente un extrait du Jugement du Roy de Navarre.

- Confort d'Ami (1357) - Dédiée à Charles II de Navarre, qui était prisonnier en France, cette consolation poétique donne des exemples (exempla) de force d'âme tirés de récits bibliques et classiques.
- Dit de la Fonteinne amoureuse, ou Livre de Morphée (écrit pour Jean de Berry, vers 1360) - Le narrateur rencontre un amant désespéré qui doit se séparer de sa dame ; les deux hommes se rendent devant une fontaine magique où ils s'endorment, et en rêve la dame vient consoler son amant (2848 vers).
- Le Veoir Dit (Le Voir Dit, le dit de la vérité, vers 1364) - Chef-d'œuvre de Machaut, ce poème (parfois vu comme autobiographique) raconte la tristesse de la séparation d'un amant de sa dame (Toute-Belle) et les fausses rumeurs répandues sur lui ; des lettres en prose et des poèmes lyriques échangés par les amants malheureux sont intégrés dans un récit narratif (près de 10000 vers) qui donne à cette œuvre sa structure complexe et nouvelle pour le XIVe siècle.
- Dit de la Fleur de Lis et de la Marguerite (vers 1369) - Récit amoureux en l'honneur du mariage de Philippe le Hardi (dont les armoiries sont semées de fleurs de lys) avec Marguerite de Flandre (416 vers).
- Prise d'Alexandrie (vers 1370) - Récit poétique des exploits de Pierre de Lusignan, roi de Chypre, écrit après la mort de celui-ci à la demande de Charles V (près de 9000 vers).
- Prologue - Conçue comme une préface à l'édition de ses œuvres réunies, qu'il rédige vers 1371, cette allégorie décrit les principes de Machaut en matière de poésie, musique et rhétorique ; il y célèbre ses deux sources d'inspiration, Nature et Amour ; Nature lui a donné trois enfants : Sens, qui tient son esprit informé, Rhétorique, qui lui enseigne l'art de construire, et Musique, qui « porte joie » partout où elle est ; Amour lui a donné trois autres enfants, Doux penser, Plaisance et Espérance : ce sont les thèmes sur lesquels vont travailler les dons de Nature.
- La Louange des Dames - Œuvre dans laquelle le personnage-poète chante son amour aux Dames et décrit ses émotions, qu'elles soient heureuses ou malheureuses. Cette œuvre peint aussi le paradoxe de l'amour courtois avec l'entre-deux de la distance et de la proximité, et la douleur provoquée par le désir acharné de la Dame.

Autres œuvres narratives :
- Dit de la Marguerite (vers 1364)
- Dit dou Cerf Blanc (vers 1364)
- Dit de la Rose (après 1364)
- Dit dou Cheval (vers 1370)
- Dit dou Vergier
- Dit de la Harpe

Curieusement, certains poèmes de Guillaume de Machaut ont été inclus dans le Roman de Cardenois, une œuvre française composée en Catalogne à la fin du XIVe siècle. Dans la fiction romanesque, les pièces lyriques de Machaut sont présentées comme des compositions des personnages eux-mêmes.

### L'œuvre musicale de Machaut

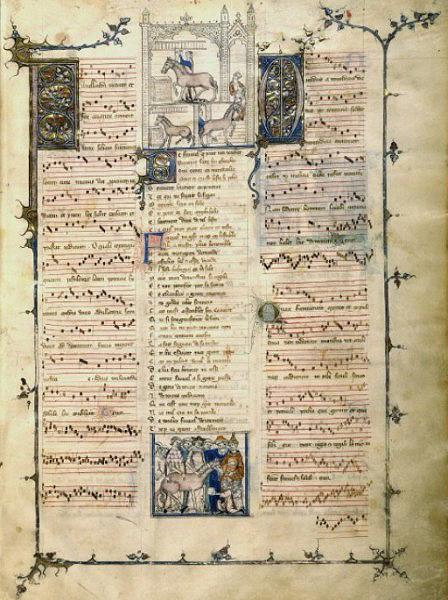
Le Roman de Fauvel, vers 1318, à l'origine d'un possible début de lArs nova. Bibliothèque nationale de France, Paris.

Musique et poésie étaient intimement liées chez le compositeur. Son œuvre lyrique comprend près de 400 poèmes dont l'écriture précédait toujours la composition. Il fut la figure la plus importante de l'Ars nova, mouvement musical moderniste qui poursuivit le développement de l'art polyphonique dans la musique (technique qui était apparue en France au IXe siècle et qui s'était grandement développée au XIIIe siècle). Si ses talents de poète sont moins connus, il fut pourtant considéré comme un auteur essentiel de son temps. Il était à la fois poète de cour et poète solitaire, individu privé qui écrit des chefs-d'œuvre de la poésie courtoise comme Le livre du veoir dit. Dans les années 1330, il devint chanoine à la cathédrale de Reims, ce qui lui offrit une grande liberté pour composer, tout en lui créant également des obligations, fécondes elles aussi. Il peut être considéré comme un des derniers trouvères (cependant tous attachés à la musique monodique des XIIe et XIIIe siècles). Succédant aux brillants polyphonistes de l'Ars antiqua, qui avait tout d'abord « fleuri » chez les interprètes/improvisateurs/compositeurs de l'École de Notre-Dame de Paris, plus d'un siècle auparavant, Machaut développa un langage polyphonique résolument moderne (on pourrait même dire d'avant-garde, comme chez les autres compositeurs de son siècle : il est le plus significatif d'entre eux). Reprenant malgré tout les canons liturgiques et artistiques des époques précédentes, il continua à se référer au plain-chant, dans certaines de ses partitions produites pour l'église (les œuvres destinées à l'église ne peuvent pas toutes être bâties sur une teneur grégorienne). Machaut écrivit des motets complexes (religieux aussi bien que profanes, selon les habitudes de ce temps).

Ses motets isorythmiques à 3 ou 4 voix illustrent notamment les innovations rythmiques de l'Ars Nova, rendues possibles par l'évolution de la notation musicale.
Machaut a contribué au développement de la musique polyphonique, non seulement dans ses motets, mais aussi dans ses rondeaux et ses ballades. Sa célèbre Messe Nostre Dame en cinq parties, composée entre 1360 et 1365, est considérée, en l'état actuel des connaissances, comme la première messe polyphonique complète écrite par un seul auteur. Elle est à quatre voix.
Au sujet de cette messe, Lucien Kandel écrit : « Nos recherches approfondies sur la « musica ficta » au XIVe siècle, sous la conduite très avisée du musicologue Gérard Geay, révèlent une œuvre aux sonorités inouïes à ce jour. [...]. La lecture sur manuscrit impose d'emblée un souffle et une interprétation amples, lié à l'utilisation de la valeur longue et de sa division ternaire (modus perfectus) ».
Sa Messe Nostre Dame est d'une écriture polyphonique complexe, du point de vue mélodique aussi bien que rythmique. Ces avancées, qui résument l'Ars nova du XIVe siècle, sont inscrites dans un avant-gardisme que décrit le musicologue Jacques Chailley. Et c'est sans réelle surprise qu'elles furent saluées par Pierre Boulez, figure de proue du modernisme musical français et européen dans la seconde moitié du XXe siècle.

### Décompte des œuvres
- 15 dits
- 1 prologue
- 1 chronique
- 235 ballades, dont 42 en musique
- 76 rondeaux, dont 22 en musique
- 39 virelais, dont 33 en musique
- 24 lais, dont 19 en musique
- 10 complaintes, dont 1 en musique
- 7 chants royaux, dont 1 en musique
- 23 motets (religieux et profanes)
- 1 messe entièrement mise en musique, la Messe de Notre Dame
- 1 hoquet polyphonique, caractéristique de l'Ars Nova, le Hoquet David

Soit un total de 143 pièces musicales.

## Discographie

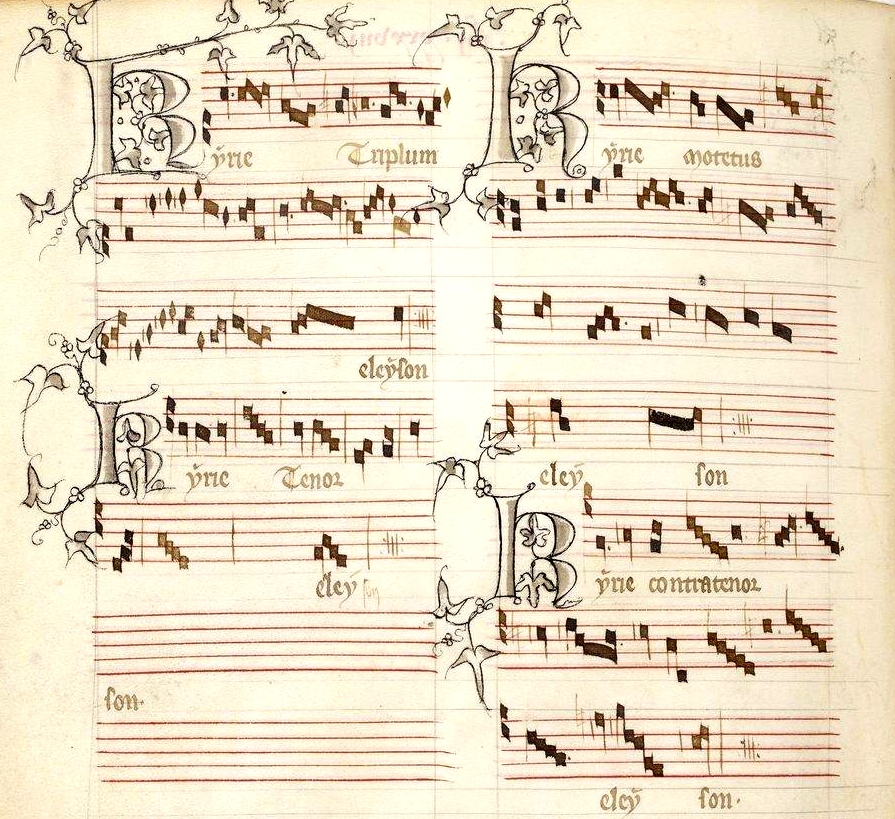
Kyrie de la Messe de Nostre Dame composée par Guillaume de Machaut, vers 1350.

- 1973 - Hareu ! hareu ! et le reste (19 pièces), David Munrow et Early Music Consort of London, dans le coffret de The Arts of Courty Love, disque 1, EMI SLS863 (Fiche sur medieval.org) - Grammy Awards 1977[17]
- 1997 - Dreams in the Pleasure Garden: Machaut Chansons, Orlando Consort, Deutsche Grammophon DG Archiv 477 6731.
- 2004 – Zodiac : Ars Nova and Ars Subtilior in the Low Countries and Europe, Capilla Flamenca, Eufoda 1360. Contient les enregistrements de Riches d'amour et mendians d'amie et Quant je suis mis au retour de Guillaume de Machaut.
- 2004 Motets - Guillaume de Machaut - The Hilliard Ensemble : David James, David Gould, Rogers Covey-Crump Steven Harrold et Gordon Jones - ECM Records GmbH
- 2005 - L'amoureus Tourment: Guillaume de Machaut Eloquentia, avec Marc Mauillon, Vivabiancaluna Biffi, Pierre Hamon: Diapason d'Or, R10 Classica.
- 2008 - Le Remède de Fortune: Guillaume de Machaut Eloquentia, avec Marc Mauillon, Pierre Hamon: Diapason d'Or et Choc du Monde de la Musique.
- 2009 - En un gardin. Les quatre saisons de l'Ars Nova. Manuscrits de Stavelot, Mons, Utrecht, Leiden, Capilla Flamenca. MEW 0852. Contient un enregistrement de Se vous n'estes de Guillaume de Machaut.
- 2010 - Art of Love: Music of Machaut, Robert Sadin, Deutsche Grammophon[18], avec Mark Feldman, Hassan Hakmoun, John Ellis, Lionel Loueke, Brad Mehldau, Milton Nascimento.
- 2010 - In Memoriam - Messe de Notre Dame, Musica Nova - Lucien Kandel, Æon.
- 2011 - De Machaut: Sacred and Secular Music, Brillant Classics, Ensemble Gilles Binchois et Dominique Vellard